# Brian Dobson

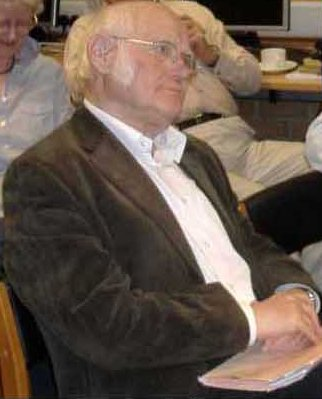
Brian Dobson im Jahr 2011

Brian Dobson (* 13. September 1931 in Hartlepool; † 19. Juli 2012 in Durham) war ein britischer Provinzialrömischer Archäologe und Hochschullehrer an der University of Durham. Seine Spezialgebiete waren der Hadrianswall und die römische Armee. Er studierte bei Eric Birley und gehörte zur so genannten „Durham School of Archaeology“.

## Jugend und Ausbildung
Dobson wurde 1931 in Hartlepool in einer Familie der Plymouth Brethren geboren. Er absolvierte seine Schullaufbahn in Stockton-on-Tees und ging danach 1949 an die Universität von Durham, wo er von Eric Birley beeinflusst wurde. Birley betreute später auch seine Dissertation über die Rolle der Primipilares in der römischen Armee, mit der er 1955 promoviert wurde und die später in der Übersetzung von Carola Rüger zu einem Standardwerk auch der deutschen Provinzialrömischen Archäologie werden sollte. Von 1955 bis 1957 leistete er seinen Militärdienst, lernte dort Russisch und arbeitete im militärischen Geheimdienst.

## Leben und Werk
In den Jahren 1957 bis 1959 arbeitete er als wissenschaftlicher Mitarbeiter an der University of Birmingham, wo er von Graham Webster inspiriert wurde. Danach, von 1960 bis zu seiner Emeritierung 1990, war er Dozent für Archäologie in der Erwachsenenbildung am Department für außeruniversitäre Studien der Universität Durham und wurde 1980 zum Reader berufen. In den 1960er und 1970er Jahren führte er eine Reihe archäologischer Ausgrabungen in Coriosopitum durch, das zu den bedeutendsten römischen Militärstützpunkten und zivilen Städten am Hadrianswall zählt. In Durham arbeitete er eng mit seinem Freund und Kollegen David Breeze zusammen, mit dem er 1976 das Kompendium “Hadrian’s Wall” publizierte, das zu einem Standardwerk dieses monumentalen Denkmals werden und bis 2000 in vier Auflagen erscheinen sollte. 1971 gründete er die „Hadrianic Society“ zur Förderung der Erforschung des Hadrianswalls und seiner Umgebung. Er blieb der Patron dieser Gesellschaft von ihrer Gründung bis zu seinem Tod im Jahr 2012. Die Gesellschaft überdauerte seinen Tod nur um wenige Jahre und wurde 2018 geschlossen.
Brian Dobson war über 50 Jahre verheiratet und hatte fünf Kinder.

## Mitgliedschaften und Würdigungen
Brians Dobson war Fellow der Society of Antiquaries of London (FSA), sowie 1983 bis 1987 Präsident der Architectural and Archaeological Society of Durham and Northumberland und von 1993 bis 1995 Präsident der Society of Antiquaries Newcastle upon Tyne. Darüber hinaus war er Mitglied mehrerer lokaler Stiftungen, darunter die des Chesters Museums, des Corbridge Roman Museums und des Senhouse Roman Museums in Maryport, sowie des Vindolanda Trusts bei Bardon Mill.
Anlässlich seiner 70. und 85. Geburtstage wurden zu seinen Ehren jeweils Festschriften publiziert.

## Schriften (Auswahl)
- Marcus Torius Victor. In: Germania 35, 1957, S. 120–122 (Digitalisat).
- Alfred von Domaszewski: Die Rangordnung des römischen Heeres. Nachdruck, mit Einführung, Berichtigungen und Ergänzungen von Brian Dobson. (= Bonner Jahrbücher Beihefte 14). Köln 1967.
- The Significance of the Centurion and ‚Primipilaris‘ in the Roman Army. In: Aufstieg und Niedergang der römischen Welt II 1 (1974). S. 392–434.
- Die Primipilares. Entwicklung und Bedeutung, Laufbahnen und Persönlichkeiten eines römischen Offiziersranges (= Bonner Jahrbücher Beiheft 37). Rheinland-Verlag, Köln 1978, ISBN 978-3-7927-0251-2
- mit David Breeze: Roman Officers and Frontiers. Franz Steiner Verlag, Stuttgart 1993, ISBN 978-3-515-06181-0
- mit Eric Birley und M. G. Jarret (Hrsg.): Proceedings of the eighth International Congress of Limesforschung Cardiff. University of Wales Press, Cardiff 1994
- mit David Breeze: Hadrian’s Wall. Penguin Books, London 20004, ISBN 978-0-14-027182-9
- To study the monument. Hadrian’s Wall 1848–2006. In: Paul Bidwell (Hrsg.): Understanding Hadrian’s Wall. Papers from a conference held at South Shields, 3rd - 5th November 2006, to mark the publication of the 14th edition of the Handbook of the Roman Wall. Wilson & Son, Kendal 2008, ISBN 978-0-905974-82-8, S. 1–5
- mit Valerie Maxfield: Inscriptions of Roman Britain. London Association of Classical Teachers, London 20175, ISBN 978-0-903625-39-5